# Dragula (singolo)
Dragula è il primo singolo del cantante statunitense Rob Zombie, pubblicato nel 1998 come estratto dall'album Hellbilly Deluxe.

## Descrizione
Il singolo ha venduto circa 717 000 copie negli Stati Uniti entro il 2010.
La canzone si basa sul nome dell'automobile DRAG-U-LA, presente nella serie televisiva I mostri, mentre la frase "superstizione, paura e gelosia" recitata all'inizio proviene dal film horror La città dei morti.
La versione remixata da Rod Herman è presente nella colonna sonora del film Matrix.

## Videoclip
Il video musicale mostra Rob Zombie che guida la Munster Koach con vari scatti dei membri della band e diverse scene di film. Il video mostra anche il robot killer del film The Phantom Creeps.

## Tracce
UK CD Maxi Single
1. Dragula – 3:42
2. Dragula (Hot Rod Herman Remix) – 4:36
3. Dragula (Enhanced Music Video) – 3:42

UK 7" Picture Disc 1
1. Dragula – 3:42
2. Halloween (She Get So Mean) – 2:50

UK 7" Picture Disc 2
1. Dragula – 3:42
2. Dragula (Hot Rod Herman Remix) – 4:36

US Promotional 7"
1. Dragula – 3:42
2. Super Monster Sex Action – 3:00

US CD Maxi Single
1. Dragula – 3:42
2. Dragula (Hot Rod Herman Remix) – 4:36
3. What Lurks On Channel X? – 2:29

## Formazione
- Rob Zombie - voce
- Mike Riggs - chitarra
- Rob Nicholson - basso
- John Tempesta - batteria